# ويليام هوارد هارست
ويليام هوارد هارست هو محامي وسياسي كندي، ولد في 15 فبراير 1864 في Bruce County ‏ في كندا، وتوفي في 29 سبتمبر 1941 في تورونتو في كندا. نشط حزبياً في حزب أونتاريو المحافظ التقدمي. وقد انتخب رئيس وزراء أونتاريو ‏ (2 أكتوبر 1914 – 14 نوفمبر 1919).